# Brachionus huangi
Brachionus huangi är en hjuldjursart som beskrevs av Zhuge och Koste 1996. Brachionus huangi ingår i släktet Brachionus och familjen Brachionidae. Inga underarter finns listade i Catalogue of Life.